# Piotrkówek Duży

Piotrkówek Duży [pronunciación en polaco: /pjɔtrˈkuvɛk ˈduʐɨ/] es una aldea ubicada en el distrito administrativo de Gmina Ożarów Mazowiecki, dentro del condado de Varsovia Oeste, Voivodato de Mazovia, en el centro-este de Polonia. Se encuentra a unos 2 kilómetros al este de Ożarów Mazowiecki y a 13 kilómetros al oeste de Varsovia.
El pueblo tiene una población de 70 habitantes.